# 曾拱辰 (寧都)
曾拱辰（？—1656年5月9日（永曆十年四月甲子）），字同旦，又字平叔，江西贛州府寧都縣人，軍籍，南明軍事人物。

## 生平
曾拱辰是翰林院編修曾就義的兒子，永曆二年（1648年）金聲桓在南昌反正，他起兵響應，自監軍僉事陞兵部右侍郎、總督江西義軍，部下有數千人，攻打贛州失敗，永曆九年（1655年）駐興國梅窖洞，永曆十年（1656年）二月，他和曾象吾、曾玉華、劉元吉攻打永豐、萬安、泰和，收復雩都，與青塘的何輝明合流。不久雩都再次失陷，董芳榮帶著數萬人支援，失敗逃走。梅窖洞周邊是高山，巖洞相連，曾拱辰在洞口建設土牆，築起瓦樓，挖開砲眼，外面環繞水深池塘。清軍無法立足，遊擊洪起元、左雲龍長時間不能攻入，清軍再用四支大砲，以竹籃盛土，運石填平池塘，放砲火燒角樓。曾拱辰退回洞內，洞穴曲折，能容納四五千人，內有流水，屯積不少糧食，清軍長期圍困他們，同年四月，他和曾象吾、楊興起、黃慶被擒。
曾拱辰相貌豐頤，身材高大，清朝將領看到他強壯，就設下筵席請來妓女觀察他。他穿著網巾烏紗朱衣，在宴會如平常大吃大喝。將領坐在主位，供事兵奔走侍奉他像大官一樣，不知他是俘虜。翌日行刑，他挺身而出，面色不改，被清朝將領稱為「好男兒」，與監軍會事廖旺龍、都司廖士如一同被殺。

## 引用
1. 1 2  錢海岳《南明史·卷四·本紀第四》：（永曆十年四月）甲子，……總督曾拱辰戰梅窖洞，死之。
2. 1 2  錢海岳《南明史·卷六十一·列傳第三十七》：曾拱辰，字同旦，又字平叔，寧都人。編修就義子。永曆二年，金聲桓反正，拱辰起兵應之。自監軍僉事累擢兵部右侍郎、總督江西義旅，有眾數千人，會攻忠誠敗歸。九年，屯興國梅窖洞。十年二月，與曾象吾、曾玉華、劉元吉攻永豐、萬安、泰和，復雩都，與青塘何輝明合營。尋陷，董芳榮以數萬人援之，不克走。洞周高山，巖穴相連，拱辰於洞口為土牆，起瓦樓，開礮眼，外繞深池。清兵無可立足，遊擊洪起元、左雲龍攻之不下。益大礮四，竹簍盛土，運大石填平，施放礮火角樓，拱辰始退洞內。洞曲折容四五千人，內活水長流，多屯粟。清用長圍困之。四月，與象吾、楊興起、黃慶皆被執。
3. ↑  錢海岳《南明史·卷六十一·列傳第三十七》：拱辰方頤豐面，形幹甚偉。清將見其抗壯，張盛宴妓樂以觀之。拱辰網巾烏紗朱衣，岸然上坐，引舉巨觴，噉大胾無算，如平常。將坐主位，供事卒奔走侍奉如大官，不知其為俘也。明日赴市，挺身而出，顏色不改。清將稱之曰「好男兒」云。監軍會事廖旺龍、都司廖士如同死。